# Соціальна стратифікація
Соціа́льна стратифіка́ція — диференціація суспільства на соціальні класи та верстви населення. Стратифікація — це розташування індивідів і груп згори вниз горизонтальними пластами (стратами) за ознакою нерівності в прибутках, власності, рівні освіти, обсягу влади, професійному престижі, стилі життя, віку, статі тощо.
Дослідження соціальної структури суспільства — соціальна стратифікація — є однією з теоретичних галузей сучасної соціології.

## Суть поняття
Стратифікація відображає соціальну неоднорідність, розшарування суспільства, неоднаковість соціального положення його індивідів і соціальних груп та їх соціальну нерівність. Термін відображає відмінності між формами соціального ранжування і нерівності, котрі характеризують різні суспільства або ті, що існують в рамках одного з них.

## Критерії стратифікації
Можна виокремити загальні критерії стратифікації:
- Прибуток —  це сума грошових надходжень особи або сім'ї за певний період часу. Прибутком називають суму грошей яку отримують у вигляді заробітної плати, гонорарів, відрахувань тощо. Прибутки витрачаються або на підтримання життя, або перетворюються в багатство;

- Престиж —  повага, якою в громадські думці користуються та чи інша професія, посада, вид занять;

- Обсяг влади. Влада —  це здатність накидати свою волю всупереч бажанням інших людей. Ті люди, які володіють тим чи іншим видом влади становлять еліту суспільства, яка має величезні можливості для визначення політики держави;

- Рівень освіти. Люди різних професій і занять по-різному цінуються в суспільстві.
- Родинні зв'язки.

Прибуток, влада, престиж і освіта визначають сукупний соціально-економічний статус особи, тобто її становище в суспільстві, в системі соціальних зв'язків і відносин.

## Розвиток поняття
Стать, етнос і вік, доступ до особливих соціальних ресурсів або розпорядження ними в створенні та підтримці нерівності мали важливе значення відносно панування і підпорядкування незалежно від історичних періодів і культур. 
Нестратифікованих суспільств не існує, але нерівність може зменшуватися або збільшуватися. Так, суспільства у яких дуже багато бідних та мало багатих можна розглядати як «піраміду», та за умови переважання середнього класу і відносно невеликих груп дуже бідних та дуже багатих, тобто зменшення соціальної нерівності, соціальні шари утворюють «ромб». 
Класиком теорії соціальної стратифікації та пов'язаної з нею соціальної мобільності вважається російсько-американський соціолог Питирим Олександрович Сорокін. Проблему соціальної нерівності, особливо проблему соціальних класів, досліджували такі класики, як Макс Вебер, Карл Маркс. Окремі положення були розвинені американськими соціологами Толкоттом Парсонсом (1902—1979), Робертом Кінгом Мертоном (1910—2003) та іншими вченими, які вважали, що вертикальна класифікація людей та їхніх груп визначається розподілом функцій у суспільстві. 
Соціально стратифікаційний підхід є одночасно методологією та теорією розгляду соціальної структури суспільства. Він має такі основні принципи:
- обов'язковість дослідження всіх верств суспільства;
- застосування при їхньому порівнянні єдиного параметра;
- достатність критеріїв для повного і глибокого аналізу кожної з досліджуваних соціальних верств.

На сучасному етапі ведеться активне переосмислення проблеми стратифікації у сучасному суспільстві, оскільки сучасна класова структура постіндустріального суспільства значно відрізняється від класової структури індустріальних суспільств Першого модерну.
Серед українських соціологів проблему стратифікації досліджують Е. Симончук, О. Куценко, С. Макеєв, Н. Коваліско.

## Типи стратифікованого суспільства
Соціальна стратифікація означає процес, що безперервно триває в суспільстві, та його результат. Вона засвідчує не тільки належність до різних класів (страт) в суспільстві індивідів, родин чи цілих країн, а саме їх нерівне становище та є методом виявлення верств конкретного суспільства і відображає портрет цього суспільства. Стратифікація — риса будь-якого суспільства. Англійський соціолог Ентоні Гіденс розрізняє чотири основні історичні типи стратифікованого суспільства: рабство, касти, стани і класи:
1. Рабство було крайньою формою нерівності, за якої одні люди володіли іншими. Рабство було різним залежно від періоду та культури: в одному випадку раб перебував поза законом (класична форма рабства), в іншому — йому відводилася роль слуги чи солдата;
2. Касти. Поділ на касти може набувати різних форм. Найбільш поширена кастова система в Індії. Як правило, межі між кастами дуже різкі, що практично виключає будь-яку соціальну мобільність. Кастова система Індії пов'язана з індуїзмом і з ученням про «переселення душі». Суть якої полягає у вірі в те, що в «наступному» житті каста підвищується, що спонукає індивіда суворо дотримуватися певних суспільних норм;
3. Стани властиві європейському феодалізмові. До найвищого стану належали аристократи і вельможі. До другого — духівництво, наділене значними привілеями. До третього стану — вільні селяни, чиновники недворянського походження, купці й ремісники. Межі між станами не були дуже різкими і соціальне переміщення було можливим, хоча й складним;
4. Класи є головним об'єктом соціології марксизму. Її основоположник Карл Маркс вважав класову структуру суспільства основою розвитку і змін, а виникнення класів пояснював економічними чинниками — суспільним поділом праці, формуванням відносин приватної власності. Владімір Ленін застосовував багатофакторний аналіз класотвірних ознак: місце в системі суспільного виробництва, відношення до власності на засоби виробництва, роль у суспільній організації праці, розміри доходів та ін.

За можливостями соціальної мобільності перші три типи стратифікації характерні для закритих суспільств, а останній тип — для відкритого.
На сучасному етапі, прикладом державного ранжування суспільства, як частини державної політики, є китайська система рейтингу громадян (система «соціального кредиту»).

## Порівняння стратифікації та поділу суспільства на класи
Сучасні дослідники (французький соціальний філософ П'єр Бурдьє) для визначення критеріїв стратифікації беруть до уваги не тільки економічний капітал, вимірюваний у категоріях власності і доходу, а також культурний (освіта, унікальні знання, вміння, стиль життя), соціальний (соціальні зв'язки) та символічний (авторитет, престиж, репутація).
Якщо за попередніх типів стратифікації достатньо було одного параметра, класове структурування передбачає застосування сукупності критеріїв.
Класи не детерміновані віросповіданням або законом; належність до класу не передається у спадок. Класи — більш відкритий тип стратифікації, ніж інші, де класові межі не дуже суворі. Тому соціальне переміщення між класами — звичайне явище, оскільки належність до класу більше пов'язана з професією, матеріальним рівнем, майновим цензом індивіда, його залученням до ключових контролюючих позицій у суспільстві і т.ін.
Соціальний клас — груповання людей на основі нерівного становища щодо доступу до ресурсів, які визначають їх соціальні претензії та соціальні можливості спільно діяти.
У західному індустріальному суспільстві розрізняють три основні класи.
Вищий клас. До нього зараховують роботодавців, керівників, топ-менеджерів, усіх, хто володіє виробничими потужностями чи контролює їх та має значні фінансові ресурси;
Середній клас. Цей феномен сформувався в індустріальному суспільстві і набув поширення в постіндустріальному. Його ідентифікують за різними критеріями, в яких домінують такі сутнісні ознаки:
1. Сукупність соціальних груп, що займають проміжну позицію між верхами і низами суспільства, виконуючи функцію соціального медіатора (посередника);
2. Відносно фінансово забезпечена частина суспільства, що володіє власністю, має економічну незалежність та свободу вибору сфери діяльності. Більш висока якість життя, впевненість у майбутньому, зумовлюють його зацікавленість у збереженні соціального порядку, внаслідок чого він виступає соціальним стабілізатором суспільства;
3. Елемент соціальної структури, до якого належать більш кваліфіковані та активні верстви суспільства. За професійним складом він охоплює: наукових і інженерно-технічних працівників, управлінський, адміністративний персонал (що не обіймає топ-посад), інтелектуалів (які працюють за наймом), працівників сфери обслуговування, дрібних власників, фермерів, вузькопрофільних висококваліфікованих працівників. Завдяки професійній кваліфікації та високому соціальному престижу середній клас виконує функцію агента технологічного і соціально-економічного прогресу.
4. Більшість населення високорозвинених західних країн, яке виступає основним носієм суспільних інтересів, національної культури, цінностей та норм. Поширюючи зразки власної культури на вищі і нижчі верстви суспільства, середній клас виступає також культурним інтегратором суспільства;

Нижчий клас. До нього належать малокваліфіковані робітники, особи без професійної кваліфікації (так звані «сині комірці»).
Окрім того, у рамках трьох класів, розрізняють окремо градацію на: вищий-верхній, вищий, вищий-середній, нижчий-середній, вищий-нижчий, нижчий-нижчий підкласи.
Розгляд соціальної структури в контексті стратифікації дає змогу описати механізми і способи формування конкретної ієрархії в суспільстві. Це особливо важливо при дослідженні перехідних періодів у розвитку суспільства, коли змінюються механізми соціальної диференціації.
Англійський соціолог Джон Голдторп пропонує визначати клас, виходячи з професійної приналежності індивіда. Основними критеріями визначення класу виступають: статус за наймом (роботодавець чи найманий робітник), рівень доходу, ступінь економічної незалежності (ризик втратити роботу або капітал), шанси на економічний успіх, місце в системі влади та контролю за процесом виробництва, ступінь автономності та престижності роботи. З урахуванням вказаних критеріїв кожне заняття належить до одного з 11 класів: керівники найвищого рівня в державі та різних галузях економіки, керівники середнього рівня, спеціалісти з вищою освітою, працівники сфери послуг, дрібні власники (що наймають робітників), дрібні власники (які не наймають робітників), фермери, техніки та майстри, кваліфіковані робітники, напівкваліфіковані й некваліфіковані робітники, працівники сільського господарства. С. Макеєв Соціологія Розділ 4 Соціальна структура

## Трансформація соціальної структури українського суспільства

### Соціальна структура тоталітарного суспільства
Трансформація соціальної структури передбачає зміну, перетворення її істотних рис. Для з'ясування особливостей трансформаційних процесів у сучасному українському суспільстві необхідно зіставити їх з попереднім станом суспільства. Без цього неможливо використовувати основні тенденції розвитку й елементи соціальної структури, що відіграють у ньому провідну роль.
Відомо, що в Радянському Союзі існувала структура тоталітарного суспільства, яка не допускала інших форм власності, крім державної чи одержавленої, іншої ідеології, крім комуністичної. Усе це разом з іншими чинниками ешелонувало вертикаль ієрархічних відносин, за яких володіння владою передбачало право розпоряджатися власністю і брати участь у її розподілі. У такому суспільстві відсутні класи через відсутність економічних основ їх існування.
Соціальна структура тоталітарного суспільства жорстко детермінована: жодні впливи не можуть зруйнувати головної соціальної межі — між правлячою елітою (вищих верств господарської, партійної, державної номенклатури) та рештою суспільства. З роками в радянському суспільстві склався механізм самовідтворення еліти (номенклатури), сформувалися внутрішні горизонтальні та вертикальні зв'язки: неписані правила апаратної гри зумовлювали визначений тип поведінки; належність до владної еліти відкривала доступ до привілеїв. Кастовість і корпоративізм робили еліту замкненою стратою, ротація кадрів здійснювалася за суворо визначеними правилами, унеможливлюючи появу в її рядах «випадкових» осіб.
Решта суспільства, що не належала до еліти, була соціально слабодиференційованою. Через відчуження від власності та влади вона не могла ефективно впливати на суспільні процеси. Соціальні переміщення в ній могли бути тільки горизонтальними, стосуючись професії, а не зміни соціальної позиції в суспільній ієрархії, позаяк реально соціальні позиції робітника, селянина, інтелігента відрізнялися мало. Слабка вертикальна мобільність підривала стимули до соціальної і трудової активності, консервувала низькі життєві стандарти переважної більшості суспільства.
Повне відчуження від власності нівелювало принципову різницю між двома декларованими класами — робітниками і колгоспниками та соціальною верствою — інтелігенцією. Попри деякі розбіжності в характері та змісті праці, освіті й психології, ці соціальні групи являли собою масу найманих працівників, слабо структуровану за доходами, доступом до прийняття рішень, ціннісно-ідеологічними настановами.

### Соціальна стратифікація українського суспільства
Соціальна структура сучасного українського суспільства залежить від спрямування соціальних трансформацій, суть яких — у зміні функціональних зв'язків у суспільстві. Її основу становлять:
1. Зміна суспільної форми всіх основних соціальних інститутів — економічних, політичних (передусім інститутів власності), культурних та освітніх, глибокий суспільний переворот і реформування тих соціальних засад і регуляторів, що формують соціальну структуру;
2. Трансформація соціальної природи основних компонентів соціальної структури — класів, груп і спільнот, відновлення їх як суб'єктів власності і влади, поява економічних класів, верств і страт з відповідною системою соціальних конфліктів і суперечностей;
3. Ослаблення існуючих у суспільстві стратифікаційних обмежень. Поява нових каналів підвищення статусів, посилення горизонтальної та вертикальної мобільності українців;
4. Перехідна форми маргіналізації. Маргіналізація (лат. margo — край, межа) — втрата особистістю належності до певної соціальної групи, норм і цінностей відповідної субкультури без входження до іншої. Це процес зміни суб'єктом одного соціально-економічного статусу на інший. В українському суспільстві на рубежі XX—XXI ст. вона характеризується переходом переважно в нижчі верстви населення (феномен «нових бідних», соціальні групи військовослужбовців, інтелігенції);
5. Зміна порівняльної ролі компонентів соціального статусу. Якщо в стратифікації радянського суспільства домінував адміністративно-посадовий критерій, пов'язаний з місцем у системі влади та управління, то в нинішньому вирішальним є критерій власності й доходів. Раніше політичний статус визначав матеріальне становище, тепер величина капіталу визначає політичну вагу;
6. Підвищення соціального престижу освіти і кваліфікації, посилення ролі культурного фактора у формуванні високостатусних груп. Зумовлено це становленням ринку праці. Але це стосується спеціальностей, які користуються попитом на ринку, насамперед — економічної, юридичної та управлінської;
7. Зміна якісних і кількісних параметрів соціальної структури. Відомо, що чим прогресивніша статево-вікова структура, тим більшими можливостями розвитку вона наділена, тим стійкіший соціальний (трудовий, інтелектуальний, культурний) потенціал населення. Внаслідок негативних демографічних тенденцій населення України щорічно зменшується в середньому на 400 тис. осіб, на фоні загальної депопуляції населення (кожна п'ята українська родина не має дітей) знижується рівень народжуваності, скорочується середня тривалість життя (якщо на початку 90-х років XX ст. за показниками здоров'я Україна посідала 40-ве місце у світі, то через десять років вона перемістилася у другу сотню);
8. Поглиблення соціальної популяризації суспільства. Майновий чинник є стрижнем трансформацій. Економічний статус і спосіб життя еліт, вищої верстви різко зросли, а у більшості населення — різко знизилися. Розширилися межі зубожіння і бідності, виокремилося соціальне «дно» — жебраки, безпритульні, декласовані елементи.

Структура українського суспільства, зазнавши помітних змін порівняно з радянським часом, досі зберігає багато його рис. Для її істотної трансформації необхідне системне перетворення інститутів власності й влади, що триватиме багато років. Стратифікація суспільства буде й надалі втрачати стабільність і однозначність. Межі між групами і верствами стануть прозорішими, виникне безліч маргінальних груп з невизначеним чи суперечливим статусом. На перший погляд, ця тенденція нагадує розмивання соціально-класової структури в сучасних західних суспільствах, але, на думку дослідників, ця подібність формальна. Позаяк поява відносно однорідних «суспільств середнього класу» характерна для постіндустріалізму, а пострадянські країни не тільки не переросли індустріальної стадії, а й переживають найважчу соціальну кризу, яка відкинула їх економіку далеко назад. За цих умов соціально-класові розбіжності стають особливо значущими.